# ميخائيل بي كولاكوف
ميخائيل بي كولاكوف (بالروسية: Кулаков, Михаил Петрович)‏ هو مترجم روسي، ولد في 29 مارس 1927 في سانت بطرسبرغ في روسيا، وتوفي في 9 فبراير 2010 في هايلاند في الولايات المتحدة.

## وصلات خارجية
- الموقع الرسمي